# Parki prowincjonalne w Ontario
Parki prowincjonalne – obszary cenne z punktu widzenia przyrodniczego, ale także krajobrazowego, historycznego i kulturowego, położone na terenie prowincji Ontario w Kanadzie, objęte ochroną decyzją Rządu prowincji. Zarządza nimi Ministerstwo Zasobów Naturalnych i Leśnictwa (ang. Ministry of Natural Resources and Forestry) poprzez powołaną w 1954 r. agencję pod nazwą Ontario Parks. Aktualnie parków takich istnieje 330. Ich łączna powierzchnia wynosi ok. 79 tys. km², co stanowi ok. 7,4% powierzchni prowincji.
Parki te istnieją równolegle z kanadyjskimi parkami narodowymi, od których są znacznie liczniejsze, lecz z reguły znacznie mniejsze powierzchniowo. Pełnią podobne funkcje, jednak z większym naciskiem na turystykę i rekreację.
Parki prowincjonalne obejmują najbardziej charakterystyczne formy krajobrazowe (często wraz z dziełami rąk ludzkich), cenne zespoły roślinne, unikatowe formacje geologiczne oraz przykłady flory i fauny występujące w nieskażonym środowisku lub posiadające walory rekreacyjne. W zależności od celu powołania, przedmiotu ochrony i przeznaczenia dzielą się na 6 klas. Większość parków udostępniona jest dla turystów – na ich terenie istnieje infrastruktura turystyczna w postaci znakowanych szlaków turystycznych (pieszych i/lub kajakowych) oraz miejsc biwakowych, w wielu istnieją pola kempingowe.
Pierwszym parkiem prowincjonalnym był powołany w 1893 r. Algonquin Park, drugim – powstały rok później Rondeau Park. Do 1954 r. było tylko 8 parków prowincjonalnych, ale w 1960 r. – już 72.

## A
- Aaron
- Abitibi-De-Troyes
- Adam Creek
- Agassiz Peatlands
- Albany River
- Albert Lake Mesa
- Algonquin
- Alliston „Beattie” Pinery
- Arrow Lake
- Arrowhead
- Arrowhead Peninsula
- Aubrey Falls
- Awenda

## B
- Balsam Lake
- Bass Lake
- Batchawana Bay
- Bayview Escarpment
- Bell Bay
- Bigwind Lake
- Biscotasi Lake
- Black Creek
- Blue Jay Creek
- Blue Lake
- Bon Echo
- Bonheur River Kame
- Bonnechere
- Bonnechere River
- Boyne Valley
- Brightsand River
- Bronte Creek
- Butler Lake

## C
- Cabot Head
- Caliper Lake
- Carson Lake
- Castle Creek
- Cavern Lake
- Centennial Lake
- Chapleau-Nemegosenda River
- Charleston Lake
- Chutes
- Coral Rapids
- Craig’s Pit
- Craigleith
- Cranberry Lake

## D
- Dana-Jowsey Lakes
- Darlington
- Devils Glen
- Devon Road Mesa
- Divide Ridge
- Dividing Lake
- Driftwood
- Duclos Point
- Duncan Escarpment

## E
- Earl Rowe
- East Sister Island
- Edward Island
- Egan Chutes
- Emily
- Esker Lakes

## F
- Fairbank
- Fawn River
- Ferris
- Finlayson Point
- Fish Point
- Fitzroy
- Five Mile Lake
- Forks of the Credit
- Foy
- Fraleigh Lake
- Frederick House Lake
- French River
- Frontenac
- Fushimi Lake

## G
- Gibson River
- Gravel River
- Greenwater
- Grundy Lake

## H
- Halfway Lake
- Hardy Lake
- Hicks-Oke Bog
- Hockley Valley
- Holland Landing Prairie
- Hope Bay Forest

## I
- Indian Point
- Inverhuron
- Ipperwash
- Ira Lake
- Ivanhoe Lake

## J
- J. Albert Bauer
- James N. Allan
- John E. Pearce
- Johnston Harbour – Pine Tree Point

## K
- Kabitotikwia River
- Kaiashk
- Kakabeka Falls
- Kama Hill
- Kap-Kig-Iwan
- Kashabowie
- Kawartha Highlands
- Kenny Forest
- Kesagami
- Kettle Lakes
- Killarney
- Killbear
- Komoka
- Kopka River

## L
- La Cloche
- La Motte Lake
- La Verendrye
- Lady Evelyn-Smoothwater
- Lake Nipigon
- Lake of the Woods
- Lake on the Mountain
- Lake St. Peter
- Lake Superior
- Larder River
- Le Pate
- Lighthouse Point
- Limestone Islands
- Lion’s Head
- Little Abitibi
- Little Cove
- Little Current River
- Little Greenwater Lake
- Livingstone Point
- Lola Lake
- Long Point
- Lower Madawaska River

## M
- MacGregor Point
- MacLeod
- Makobe-Grays River
- Manitou Islands
- Mara
- Mark S. Burnham
- Marten River
- Mashkinonje
- Massasauga, The
- Matawatchan
- Matawin River
- Mattawa River
- Maynard Lake
- McRae Point
- Menzel Centennial
- Michipicoten Island
- Michipicoten Post
- Mikisew
- Minnitaki Kames
- Misery Bay
- Missinaibi
- Mississagi
- Mississagi Delta
- Mississagi River
- Mono Cliffs
- Montreal River
- Morris Tract
- Murphys Point

## N
- Nagagami Lake
- Nagagamisis
- Nakina Moraine
- Neys
- Noisy River
- North Beach
- North Driftwood River
- Nottawasaga Lookout

## O
- Oastler Lake
- Obabika River
- Obatanga
- O’Donnell Point
- Ojibway
- Ojibway Prairie
- Opasquia
- Opeongo River
- Otoskwin/Attawapiskat River
- Ottawa River
- Ouimet Canyon
- Oxtongue River – Ragged Falls

## P
- Pakwash
- Pancake Bay
- Pantagruel Creek
- Peter’s Woods
- Petroglyphs
- Pigeon River
- Pinery, The
- Pipestone River
- Point Farms
- Polar Bear
- Porphyry Island
- Port Bruce
- Port Burwell
- Potholes
- Prairie River Mouth
- Presqu’ile
- Pretty River Valley
- Puff Island
- Pushkin Hills

## Q
- Quetico

## R
- Rainbow Falls
- Red Sucker Point
- Rene Brunelle
- Restoule
- Rideau River
- Rock Point
- Rondeau
- Round Lake
- Rushing River

## S
- Sable Islands
- Samuel de Champlain
- Sandbanks
- Sandbar Lake
- Sandpoint Island
- Sauble Falls
- Schreiber Channel
- Sedgman Lake
- Selkirk
- Severn River
- Sextant Rapids
- Shallow River
- Sharbot Lake
- Shesheeb Bay
- Shoals, The
- Short Hills
- Sibbald Point
- Silent Lake
- Silver Falls
- Silver Lake
- Sioux Narrows
- Six Mile Lake
- Slate Islands
- Sleeping Giant
- Smokey Head-White Bluff
- Solace
- South Bay
- Springwater
- Spruce Islands
- Steel River
- Stoco Fen
- Sturgeon Bay
- Sturgeon River

## T
- Thackeray
- Thompson Island
- Tide Lake
- Tidewater
- Timber Island
- Trillium Woods
- Trout Lake
- Turkey Point
- Turtle River

## U
- Upper Madawaska River

## V
- Voyageur

## W
- W.J.B. Greenwood
- Wabakimi
- Wakami Lake
- Wanapitei
- Wasaga Beach
- Waubaushene Beaches
- West Bay
- West Sandy Island
- Westmeath
- Wheatley
- White Lake
- White Lake Peatlands
- Williams Island
- Windigo Bay
- Windigo Point
- Windy Lake
- Winisk River
- Winnange Lake
- Wolf Island
- Woodland Caribou